# 門崎村
門崎村（かんざきむら）は、1955年（昭和30年）まで岩手県東磐井郡にあった村。現在の一関市川崎町門崎にあたる。

## 地理
- 河川：北上川、砂鉄川 - 2つの川の合流点がある。
- 山岳：石蔵山

## 沿革
- 1889年（明治22年）4月1日 - 町村制施行にともない、旧来の門崎村単独で村制施行。
- 1956年（昭和31年）9月30日 - 薄衣村と合併し、川崎村となる。

## 行政

### 歴代村長
| 代 | 氏名         | 就任日                    | 退任日                     | 備考 |
| -- | ------------ | ------------------------- | -------------------------- | ---- |
| 1  | 佐藤元       | 1889年（明治22年）5月25日 | 1893年（明治26年）9月      |      |
| 2  | 葛西壮吉     | 1893年（明治26年）9月22日 | 1897年（明治30年）9月21日  |      |
| 3  | 高橋教七     | 1897年（明治30年）9月22日 | 1900年（明治33年）3月21日  |      |
| 4  | 葛西壮吉     | 1900年（明治33年）5月15日 | 1912年（明治45年）5月15日  | 再任 |
| 5  | 小山善右衛門 | 1912年（大正元年）8月5日  | 1920年（大正9年）8月13日   |      |
| 6  | 佐藤武       | 1920年（大正9年）9月28日  | 1940年（昭和15年）9月13日  |      |
| 7  | 佐藤勝三郎   | 1940年（昭和15年）9月26日 | 1943年（昭和18年）5月4日   |      |
| 8  | 小野寺村雄   | 1943年（昭和18年）5月5日  | 1946年（昭和21年）11月25日 |      |
| 9  | 橋本矯哉     | 1947年（昭和22年）4月5日  | 1955年（昭和30年）4月4日   |      |
| 10 | 高橋泰三     | 1955年（昭和30年）4月30日 | 1956年（昭和31年）9月29日  |      |

## 経済

### 第一次産業
- 農業
- 養蚕業など

出典：

## 教育
村内に高等学校は所在しない。最寄りの高校は岩手県立千厩高等学校薄衣分校。

### 中学校
- 門崎村立門崎中学校

### 小学校
- 門崎村立門崎小学校

## 交通
- 国鉄大船渡線：陸中門崎駅